# Býšť
Býšť (deutsch Bejscht, auch Beyscht) ist eine Gemeinde in Tschechien. Sie liegt zehn Kilometer südöstlich des Stadtzentrums von Hradec Králové und gehört zum Okres Pardubice. Sie ist nach Pardubice die flächenmäßig zweitgrößte Gemeinde des Bezirkes.

## Geographie

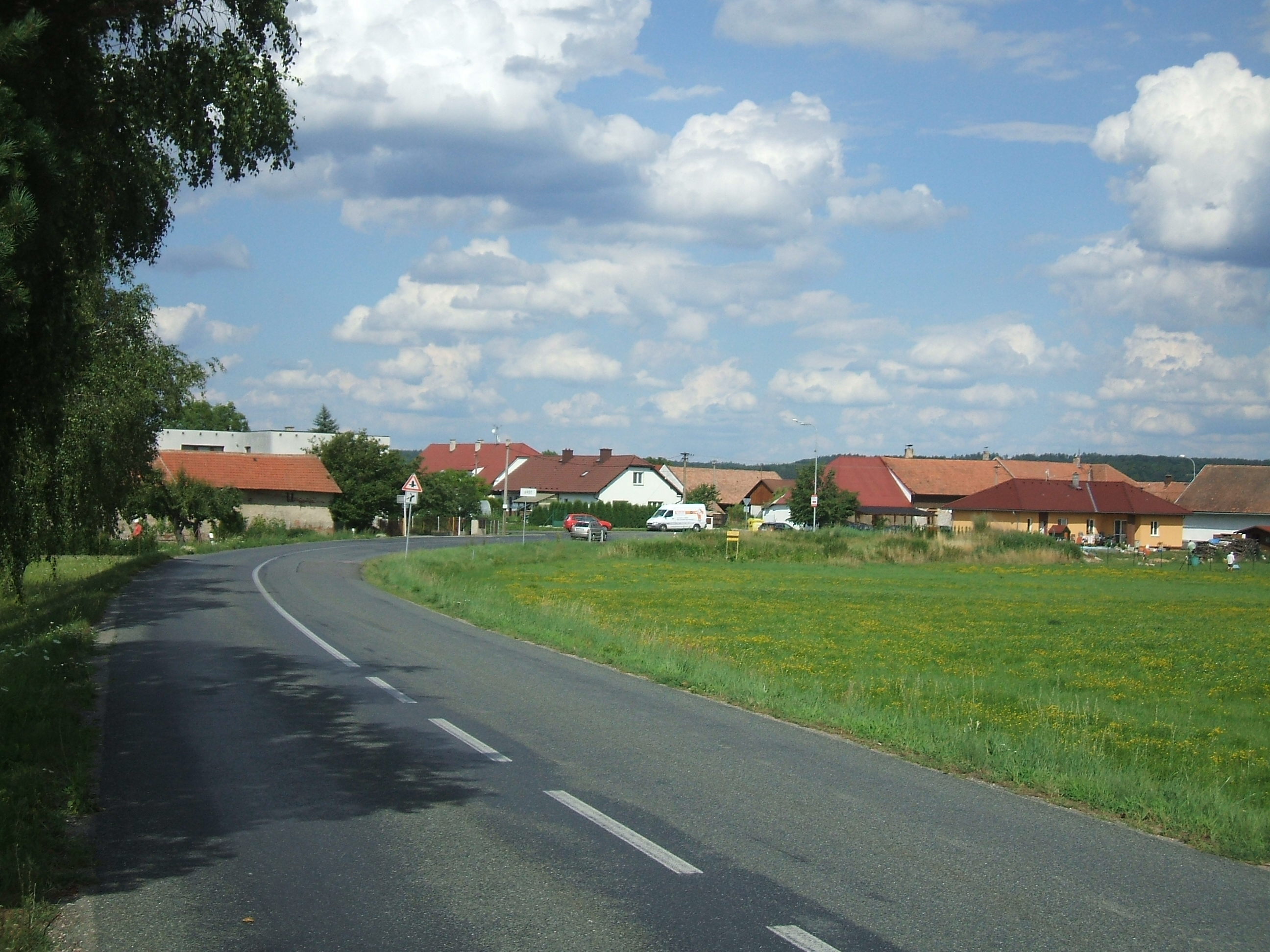
Ortsansicht

Das von ausgedehnten Wäldern umgebene Dorf Býšť erstreckt sich auf der Třebechovická tabule (Hohenbrucker Tafel) entlang des Baches Býšťský potok, der unterhalb des Ortes in den Brodecký potok mündet. Nördlich des Dorfes entspringt die Biřička. In Býšť kreuzt sich die Staatsstraße I/35/E 442 zwischen Hradec Králové und Holice mit der Straße II/298 zwischen Třebechovice pod Orebem und Sezemice. Im Norden erhebt sich der Vrchboř (294 m n.m.), östlich die Lípa (305 m n.m.), im Südosten die Na Homoli (268 m n.m.) sowie nordwestlich der Korejtek (291 m n.m.). Gegen Nordwesten – beim Motorest Koliba – befindet sich der Fernsehsender Hradec Králové – Hoděšovice.
Nachbarorte sind Rybníčky, Kukleny und Hoděšovice im Norden, Hoděšovka, Bělečko und U Obecníku im Nordosten, Kindlovka und V Jamkách im Osten, Vysoké Chvojno und Chvojenec im Südosten, Svoboda und Rokytno im Süden, Hrachoviště und Újezd u Sezemic im Südwesten, Borek und Opatovice nad Labem im Westen sowie Koliba, Vysoká nad Labem, Roudnička, Kluky und Nový Hradec Králové im Nordwesten.

## Geschichte
Die Wälder auf der Třebechovická tabule waren bis zum Beginn des 12. Jahrhunderts unbesiedelt und bildeten die Jagddomäne der Přemysliden. Býšť wurde später als Siedlungsenklave in dem Urwaldgebiet angelegt.
Die erste urkundliche Erwähnung des Pfarrdorfes Býšť erfolgte im Jahre 1360 als Besitz der Vladiken von Černčice, die das Gut bis 1371 hielten. Danach erwarb Jan Holický von Sternberg aus dem Holitzer Familienzweig der Grafen von Sternberg das Gut Býšť und schlug es seinem Gut Chvojenec zu. Im Laufe der Zeit übertrugen die Grafen von Sternberg die Verwaltung ihres Besitzes Chvojenec immer mehr auf das Gut Holitz. Býšť wurde wieder von Chvojenec abgetrennt und gelangte als selbständiges Gut an die Vladiken Leskowitz von Leskowetz. Aus dem Urbar von 1500 geht hervor, dass das Dorf aus 36 Bauernwirtschaften und einer Schänke bestand. Im Jahre 1508 veräußerten die Brüder Arnošt, Chval, Mikuláš und Kryštof von Leskovec das Gut Býšť an Wilhelm von Pernstein, der es mit seiner Herrschaft Pardubitz vereinigte. Wilhelm von Pernstein vererbte seine böhmischen Güter 1521 seinem jüngeren Sohn Vojtěch, nach dessen Tod fielen sie 1534 seinem Bruder Johann zu. Dieser hinterließ 1548 seinem Sohn Jaroslav hohe Schulden. Am 21. März 1560 veräußerte Jaroslav von Pernstein die gesamte Herrschaft Pardubitz an König Ferdinand I. Dessen Nachfolger Maximilian II. übertrug die Verwaltung der königlichen Herrschaften der Hofkammer. Ab 1586 übte der Rychtář in Býšť die niedere Gerichtsbarkeit über Chvojenec aus. Die Pfarrei erlosch während des Dreißigjährigen Krieges. Ebenso fielen große Teile des Dorfes wüst; aus der berní rula geht hervor, dass von den 41 Gehöften nur noch 20 bewirtschaftet wurden. Haupterwerbsquellen bildeten die Viehzucht und die Spinnerei; auf den Feldern wurden vor allem Lein und Hanf angebaut. In der Mitte des 18. Jahrhunderts sind im Theresianischen Kataster 38 Bauern und sechs Häusler aufgeführt.
Vor 1780 wurde im Haus Nr. 71 eine Schule eingerichtet. Im Zuge der Raabisation entstand um 1780 auf emphyteutisierten Meierhofsfluren das Dorf Swoboda. Nach dem Josephinischen Toleranzpatent von 1781 gewannen in der Gegend von Rokytno, Býšť und Chvojenec sogenannte Deisten (blouznivci) bedeutenden Einfluss; in Rokytno und Chvojenec hatten sich 52 Familien dazu bekannt. Die Deisten gehörten nicht zu den anerkannten Kirchen und lehnten die Taufe, die Zehn Gebote sowie die christliche Form der Ehe ab; da sie der Obrigkeit große Schwierigkeiten bereiteten, ging diese bald mit Stockschlägen gegen die Sektierer vor. Im Jahre 1796 wurde die alte Kirche abgebrochen und durch einen Neubau ersetzt; zugleich entstand auch ein neues Lokalistenhaus und im Jahre 1800 ein neues hölzernes Schulhaus. 1807 wurde in Býšť wieder eine Pfarrei eingerichtet. Bei einem Großfeuer wurden 1822 die Kirche, das Pfarrhaus und die Schule zerstört. Die Weihe einer neuen steinernen Kirche erfolgte 1823. Im Jahr darauf wurde ein steinernes Schulhaus fertiggestellt.
Im Jahre 1835 bestand das im Chrudimer Kreis an der Poststraße von Hohenmauth nach Königgrätz gelegene Dorf Beyscht bzw. Begsstě aus 85 Häusern, in denen 670 Personen, darunter eine jüdische Familie, lebten. Unter dem Patronat des Kaisers standen die Pfarrkirche St. Georg, das Pfarrhaus und die Schule. Außerdem gab es im Ort zwei eingängige Mühlen. Nach Beyscht konskribiert war die Ansiedlung Swoboda. Beyscht war Pfarrort für Bieletschko, Hodieschowitz, Maydorf, Rokitno und Streitdorf. Bis zur Mitte des 19. Jahrhunderts blieb Beyscht der k.k. Kameralherrschaft Pardubitz untertänig.
Nach der Aufhebung der Patrimonialherrschaften bildete Býště ab 1849 mit dem Ortsteil Svoboda eine Gemeinde im Gerichtsbezirk Holitz. Ab 1868 gehörte das Dorf zum politischen Bezirk Pardubitz. 1869 hatte Býště 727 Einwohner und bestand aus 96 Häusern. Die Freiwillige Feuerwehr wurde 1885 gegründet. 1865 erwarb der Industrielle Johann Liebieg die Wälder auf der Hohenbrucker Tafel, ab 1884 gehörten sie Alexander Markgraf von Pallavicini auf Jemnice. Am Übergang vom 19. zum 20. Jahrhundert wurde der Feldbau auf Roggen, Hafer, Hirse und Erbsen sowie in geringem Umfang Weizen und Gerste erweitert. Im Jahre 1900 lebten in dem Dorf 687 Menschen, 1910 waren es 701. 1904 wurde ein neues eingeschossiges Schulhaus errichtet. Nach der Gründung der Tschechoslowakei wurde 1921 die Waldherrschaft des Markgrafen von Pallavicini im Zuge der Bodenreform enteignet und aufgeteilt. 1924 wurde der Gemeindename in Býšť geändert.
1930 hatte Býšť 574 Einwohner. Im Jahre 1949 wurde Býšť dem Okres Holice zugeordnet. Seit 1960 gehört die Gemeinde wieder zum Okres Pardubice. 1957 erfolgte die Eingemeindung von Hrachoviště; am 30. April 1976 kamen noch Bělečko und Hoděšovice hinzu. Seit 1998 führt die Gemeinde ein Wappen und Banner. In der Nacht vom 22. zum 23. Juli 1998 verursachte ein Dauerregen, bei dem über sechs Stunden 158 mm Niederschlag fielen, schwere Schäden durch Überflutungen von Brunnen, Kellern und Wohnungen. Beim Zensus von 2001 lebten in den 389 Häusern der Gemeinde 982 Menschen; der Ortsteil Býšť bestand aus 216 Häusern mit 673 Einwohnern, davon 607 in Býšť und 66 in Svoboda.

## Gemeindegliederung
Die Gemeinde Býšť besteht aus den Ortsteilen Bělečko (Klein Bieltsch), Býšť (Bejscht), Hoděšovice (Hodieschowitz) und Hrachoviště (Streitdorf). Grundsiedlungseinheiten sind Bělečko, Býšť, Hoděšovice, Hoděšovice-jih, Hrachoviště und Svoboda. Zu Býšť gehören zudem die Einschichten Bažantnice, Hoděšovka, Koliba, Kukleny, Mazurova Chalupa, Podstrání, Rodoubračí, Rybníčky, U Obecníku, V Lukách und V Přímu.
Das Gemeindegebiet gliedert sich in die Katastralbezirke Bělečko, Býšť, Hoděšovice und Hrachoviště u Býště.

## Persönlichkeiten

### Söhne und Töchter der Gemeinde
- Eduard Nápravník (1839–1916), russischer Komponist und Dirigent

### In der Gemeinde lebten und wirkten
- Josef Dominik Škroup (1766–1830), der Komponist wirkte von 1797 bis 1800 als Lehrer in Býšť

## Sehenswürdigkeiten

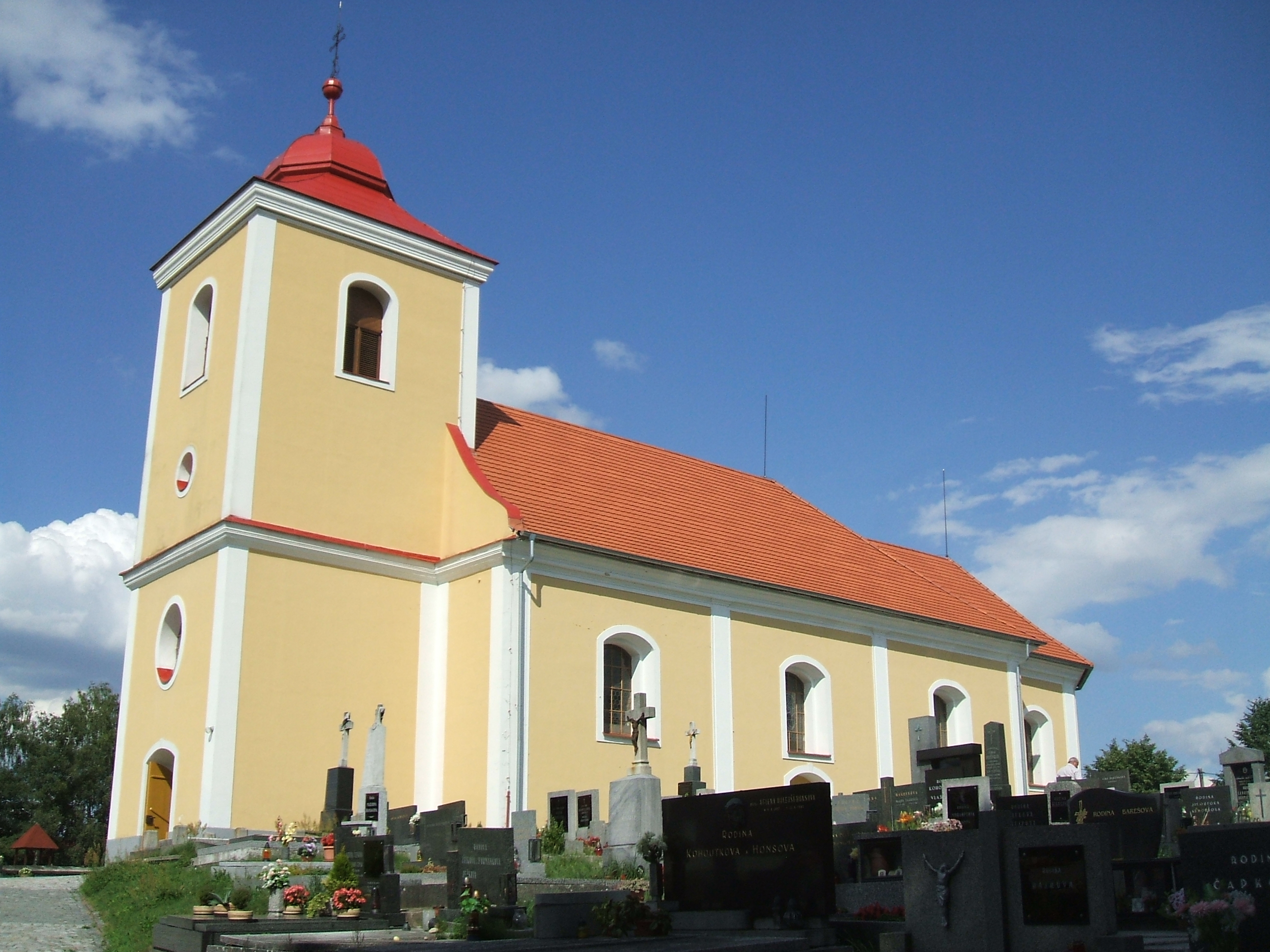
Kirche des hl. Georg

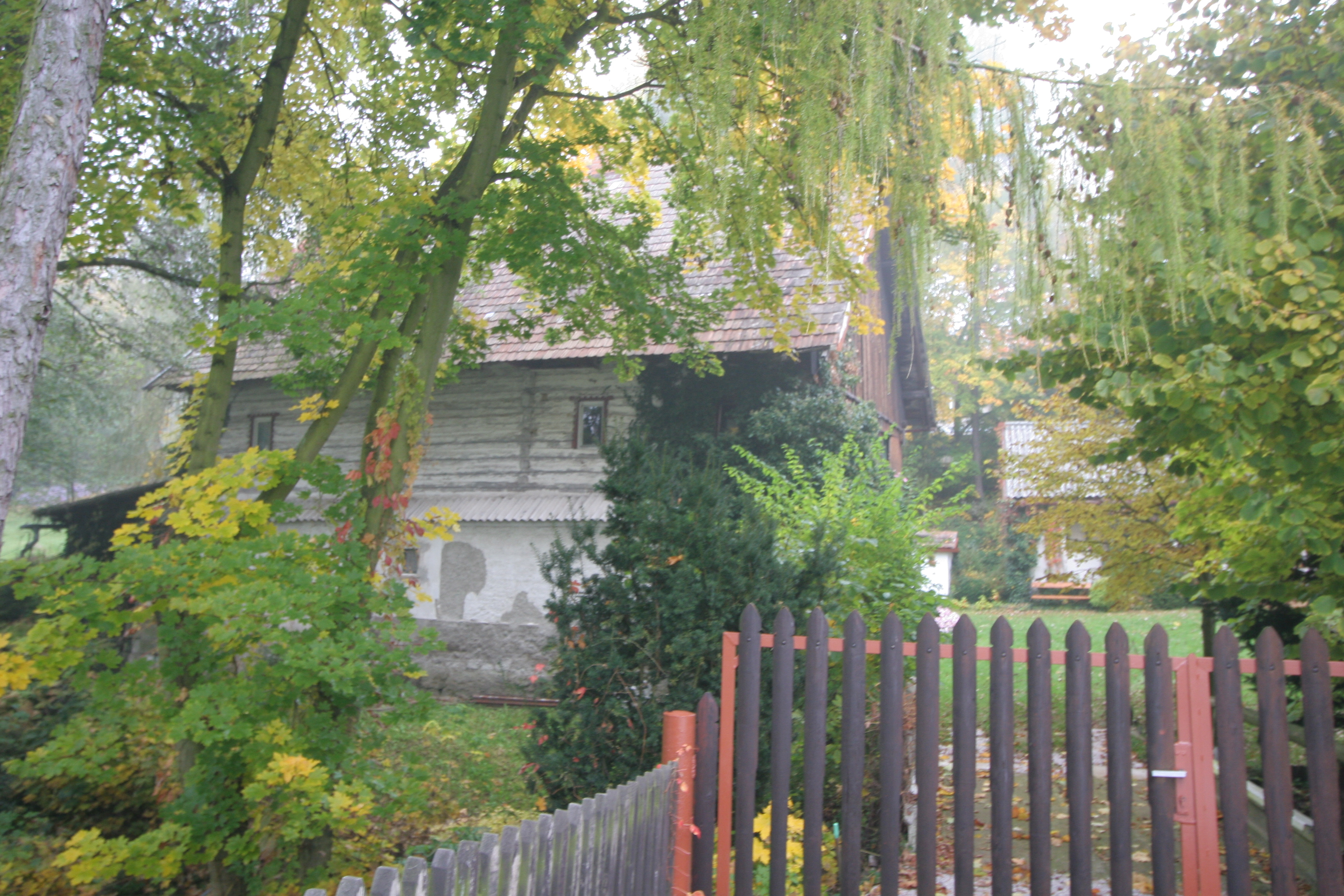
Obere Mühle

- Kirche des hl. Georg, das seit 1360 nachweisliche hölzerne Gotteshaus wurde 1796 abgebrochen und neu errichtet. Nach dem Brand von 1822 entstand im Jahre 1823 die heutige barocke Kirche. 1974 erfolgte eine Rekonstruktion der Innenausstattung sowie Reparaturen an der Außenhaut. Im Jahre 2018 ließ die Gemeinde die Fassade erneuern.
- Obere Mühle, die Wassermühle ist seit dem 4. April 1788, als der Müller Hein Johannes Heys sie für 1000 Gulden erwarb, nachweisbar. Der 17. und letzte Müller Václav Růžička stellte 1950 den Mühlbetrieb ein. Im Jahre 2004 wurde die Mühle zum Kulturdenkmal erklärt.[9]
- Kapelle Mariä Himmelfahrt in Bělečko
- Naturreservat Mazurovy chalupy bei Hoděšovice
- Gedeckte Eiche (Krytý dub) im Wald nördlich von Bělečko. Der hohle Baumtorso mit einem Stammumfang von 4,60 m wurde 1897 mit einem spitzen Schindeldach versehen. Eine portalähnliche Öffnung ermöglicht den Zugang in das Innere des Baumdenkmals.